# Szép új világ
A Szép új világ (Brave New World) Aldous Huxley 1931-ben írt és egy évvel később megjelentetett regénye. A mű – mely egyébként egy disztópia (negatív értelmű utópia) – Huxley leghíresebb és legmaradandóbb alkotása.
A 26. századi Londonban játszódó történet világában a szaporítás, a genetika és a hipnózis hatalmas fejlődést mondhat magáénak, teljesen megváltoztatva az emberi társadalmat, amit kasztokra osztanak fel, rang szerint csökkenő sorrendben: Alfa, Béta, Gamma, Delta, illetve Epszilon. Ezen kasztok mindegyike rendelkezik egy színnel is: az alfák szürke, a béták bordó, a gammák zöld, a delták keki, az epszilonok fekete színű ruhát viselnek. A leírt társadalom felfogható utópiának is, nagyon ironikus formában: az emberiség gondtalan, egészséges és technológiailag fejlett. Nincsenek többé háborúk és szegénység, mindenki folyamatosan boldog. Azonban azzal, hogy mindezeket elüldözték az emberek életéből, egyben számos dolgot elveszítettek: a családot, a kulturális sokszínűséget, a művészeteket, irodalmat, tudományt, vallást és filozófiát. Ez a társadalom hedonisztikus: a korlátlan szexualitásból és drogokból nyert örömre koncentrál.

## A cím eredete
A regény a Szép új világ címet William Shakespeare „A vihar” (The Tempest) című komédiájából kapta, ahol az 5. felvonás 1. színében Miranda azt mondja:
– Ó, csoda! – mondta Miranda. – Milyen nemes lények ezek! Bizonyára nagyszerű világ az, amelyikben ilyen emberek élnek. (Vas István fordítása)

## Története és keletkezésének körülményei
Aldous Huxley „Szép új világ” című regénye 1932-ben jelent meg, és a két világháború közötti időszak társadalmi, politikai és gazdasági változásainak hatására született. A mű története és keletkezésének körülményei szorosan kapcsolódnak az iparosodás, a technológiai fejlődés, valamint a 20. század elejének kulturális és filozófiai változásaihoz. 
1. Történeti kontextus
A „Szép új világ” egy olyan időszakban született, amikor a világ jelentős átalakuláson ment keresztül:
•	Az első világháború utáni helyzet: Az első világháború súlyos társadalmi és gazdasági sebeket hagyott maga után. Az emberek a stabilitást és a békét keresték, de ez gyakran a politikai ideológiák szélsőséges formáihoz vezetett.
•	A gazdasági válság: 1929-ben bekövetkezett a nagy gazdasági világválság, amely megrendítette a kapitalizmusba vetett hitet, és új társadalmi rendszerek keresésére ösztönözte az embereket.
•	Iparosodás és technológiai fejlődés: Az ipari forradalom következményeként a gépek és a tömegtermelés átalakították az élet minden területét. Henry Ford futószalagos termelési rendszere és az autóipar forradalmasítása új korszakot indított el, amely Huxley művére is jelentős hatással volt.
Az utópia és disztópia iránti érdeklődés
A 20. század elején az irodalomban és a filozófiában egyaránt népszerűek voltak az utópisztikus és disztópisztikus elképzelések:
•	H. G. Wells hatása: Huxley korábban csodálta Wells utópisztikus műveit (pl. „Modern utópia”), de a „Szép új világ” már ezek paródiája és kritikája. Huxley úgy vélte, hogy a tudományos és technológiai fejlődés nem feltétlenül vezet utópiához.
•	A totalitárius rendszerek megjelenése: Az 1930-as években a totalitárius rendszerek (pl. fasizmus Olaszországban, nácizmus Németországban, kommunizmus a Szovjetunióban) fenyegetése erősödött. Huxley ezek elnyomó jellegét is beleépítette a regénybe.
2. Huxley személyes háttere és motivációi
Aldous Huxley műveltsége és életútja szintén fontos szerepet játszott a regény megszületésében.
Huxley intellektuális háttere
•	Családi hatások: Huxley egy rendkívül művelt családból származott. Nagyapja, Thomas Huxley, Darwin evolúciós elméletének híres védelmezője volt. A család intellektuális légköre befolyásolta Huxley érdeklődését a tudomány és a filozófia iránt.
•	Biológia és pszichológia iránti érdeklődés: Huxley különösen érdeklődött a genetika, a biológia és a pszichológia iránt, ami megjelenik a regényben az emberi reprodukció és kondicionálás témáiban.
Korai tapasztalatok
•	Elszigetelődés érzése: Huxley fiatal korában szinte megvakult egy betegség miatt, ami fizikailag és érzelmileg is elszigetelte. Ez az élmény talán hozzájárult ahhoz, hogy a regényben hangsúlyosan foglalkozik az egyén és a társadalom konfliktusával.
•	Utazások: Huxley bejárta Európát és Észak-Amerikát, ahol első kézből látta az iparosodás és a modern társadalom hatásait. Az amerikai fogyasztói kultúra különösen mély hatással volt rá, amit a regényben kritikusan ábrázolt.
3. A regény közvetlen keletkezési körülményei
Huxley a „Szép új világ”-ot 1931-ben írta egy viszonylag rövid időszak alatt, mindössze négy hónap alatt. Az írás közvetlen környezeti és társadalmi hatásai:
•	A tudományos áttörések kora: Az 1920-as és 1930-as években a genetikai kutatások, a pszichológia fejlődése és a futószalagos gyártás forradalmasította az emberek gondolkodását az emberi életről és annak manipulálhatóságáról.
•	Politikai aggodalmak: Huxley aggodalommal figyelte a fasizmus és kommunizmus térnyerését, amelyek az egyén szabadságát a kollektív társadalmi célok alá rendelték.
•	Technológiai optimizmus kritikája: Bár a technológiai fejlődés sokak számára pozitív változásokat ígért, Huxley attól tartott, hogy ez az emberi kapcsolatok és értékek rovására mehet.
4. A „Szép új világ” cselekménye röviden
A regény cselekménye egy olyan világot mutat be, amelyben az emberi élet minden aspektusát tudományos és technológiai módszerekkel irányítják. A társadalom alapját a stabilitás, az állandó boldogság és a fogyasztás biztosítása jelenti. Az emberek genetikai manipulációval és pszichológiai kondicionálással születnek, és osztályokba sorolják őket (Alfa, Béta, Gamma, Delta, Epszilon). A hagyományos család, vallás és érzelmi kötődések megszűntek.
A történet központi konfliktusa John, a „vadember” és a „szép új világ” között bontakozik ki. John az érzelmeket, a szenvedést és a szabadságot képviseli, míg a világ, amelybe kerül, ezek teljes elutasítására épül.
5. A regény üzenete
A „Szép új világ” nemcsak a technológiai fejlődés kritikája, hanem a modern társadalom szélesebb körű elemzése is:
•	A tudomány és technológia korlátai: Huxley arra figyelmeztet, hogy a tudományos haladás, ha nem erkölcsi alapokra épül, embertelen rendszerekhez vezethet.
•	Az egyén és a társadalom konfliktusa: A regény bemutatja, hogyan veszélyezteti a kollektív stabilitás az egyéni szabadságot és kreativitást.
•	A boldogság és szenvedés kapcsolata: Huxley arra utal, hogy a szenvedés és a konfliktus az emberi lét elengedhetetlen része, és ezek nélkül az élet felszínes és értelmetlen.
6. Összegzés
A „Szép új világ” keletkezése a 20. század elejének gyors technológiai, társadalmi és politikai változásai közepette történt. Huxley egy olyan világot vizionált, amelyben a tudomány és technológia az emberiesség és szabadság ellen fordulhat. A regény egyszerre tükrözi a kor félelmeit és reményeit, miközben időtálló figyelmeztetésként szolgál a modern társadalom számára.

## Szereplők

### Megjelenési sorrendben
- Thomas ("Tomakin"), Alfa, A Belső-Londoni Keltető- és Kondicionáló Központ igazgatója; mint később kiderül, John, a Vadember apja
- Henry Foster, Alfa, a Keltető adminisztrátora és Lenina aktuális partnere
- Lenina Crowne, Béta-Plusz, zöldet hord, ugyanakkor örül, hogy Gamma fölötti kasztba tartozik; a Keltetőben, nővérként dolgozik; John, a Vadember szerelme
- Mustapha Mond, Alfa-Dupla Plusz, Nyugat-Európa Világellenőre (kilenc másik ellenőr van még, valószínűleg a világ többi részét felügyelik)
- Bernard Marx, Alfa-Plusz, pszichológus, hipnopédia-specialista
- Fanny Crowne, Béta, embriókkal foglalkozik; Lenina barátja
- Benito Hoover, Alfa, Lenina barátja; Bernard nem kedveli
- Helmholtz Watson, Alfa-Plusz, az Érzelmi Manipulációs Központ előadója (az Írási Részlegen), Bernard Marx és John, a Vadember barátja és bizalmasa
- John, a Vadember („Vadember úr”), Linda és Thomas fia (Tomakin/Az Igazgató), számkivetett mind a primitív, mind a modern társadalomban
- Linda, Béta-Mínusz. John, a Vadember anyja, és Thomas elvesztett partnere. Angliából érkezett és állapotos volt, mikor elszakadt Thomastól az új-mexikói kiránduláson. A vademberek és a civilizáltak egyaránt nem kedvelték, előbbiek a „civilizált” viselkedése (promiszkuitása) miatt, utóbbiak pedig azért, mert öregnek és kövérnek nézett ki.
- Popé, Malpais-i őslakos. Annak ellenére, hogy megerősíti Lindának azt a viselkedését, ami miatt közutálatnak „örvend” a faluban (lefekszik vele és visz neki meszkált), továbbra is a törzse szokásai szerint él. John meg akarta ölni, amikor gyerek volt.

### Történelmi személyek
- Henry Ford
- Sigmund Freud

## Szinopszis
|  | Alább a cselekmény részletei következnek! |

Ford után 632-ben járunk, azaz valamikor a harmadik évezred derekán, egy minden ízében „tökéletesen” megtervezett és megszervezett társadalomban. A magas fokú gépesítésnek csak az szab határt, hogy az embereknek nem tesz jót a túl sok szabad idő (azért tartják fenn például a mezőgazdaságot, mert munkaidőigényes, az élelmiszereket különben szintetikusan is elő tudnák állítani), az égen helikopterek és menetrendszerű rakétajáratok röpködnek, az embereknek nagyszerű szórakozásokban van részük, ott a televízió, a „tapi” (a színes, hangos, szélesvásznú, illatos és taktilis ingereket is közvetítő film), a korlátlan szabad szerelem, a szabadtéri szupersportok. A munkájával mindenki meg van elégedve - az emberiség, a történelemben először boldog s ha mégse egészen, ott van a „szóma”, a tökéletes kábítószer, az idegcsillapító és az alkohol csodálatos pótléka, azok minden káros hatása nélkül.
Az össznépi boldogság az emberi tényező megtervezésén alapul: nemcsak hogy futószalagon állítják elő az öt kasztba osztott emberutánpótlást (az alacsonyabb kasztok tagjait eleve csökkentett szellemi képességekkel, „bokanovszkizált”, mai szóval: klónozott sok-sok egypetéjű ikerből, akik egymás ideális munkatársai a lélektelen gyári munkában), hanem csecsemőkoruktól hipnopédiával kondicionálják őket a fennálló állapotok igenlésére, minden kellemetlenség (öregedés, halál) elfelejtésére, a társadalmilag hasznos és helyes álláspontok elfogadására. Ebben a társadalomban nincsenek többé konfliktusok, ezért persze nincs helye többé sem a régi értelemben vett vallásnak, sem a művészetnek, de még a mélyebb emberi érzéseknek sem.
Ebbe a „szép, új világba” csöppen bele John, egy hagyományos törzsi társadalomban, indián rezervátumban született „vadember”, hóna alatt Shakespeare összes műveivel. A kezdeti ámuldozás után John gyorsan kiábrándul, előbb szembeszegül, majd kivonul az elidegenedett társadalomból, de a konfrontáció kimenetele nem lehet kétséges: az őszinte, mély emberi érzéseknek és az igazi művészetnek itt nincs semmi keresnivalójuk, és nem is segíthetnek az egyénen, ezért John öngyilkosságba menekül.
|  | Itt a vége a cselekmény részletezésének! |

## Fordizmus és társadalom
A fordizmus és társadalom összefüggése Aldous Huxley „Szép új világ”-ában központi szerepet játszik a regény filozófiai és társadalmi kritikájában. A fordizmus nemcsak gazdasági és termelési módszerként jelenik meg, hanem szimbolikus és strukturális alapjaként annak a disztópikus társadalomnak, amelyben a regény játszódik. 
1. Mi a fordizmus?
A fordizmus Henry Ford autógyártó nevéhez kötődő gazdasági és ipari rendszer, amely a 20. század elején alakult ki. Főbb jellemzői:
•	Tömegtermelés és futószalagos gyártás: Az áruk gyors, olcsó és standardizált előállítása.
•	Tömeges fogyasztás ösztönzése: A magas termelékenységet olcsó áruk és széleskörű elérhetőség kíséri.
•	Racionalizált munkamegosztás: Az emberek szigorúan meghatározott, ismétlődő feladatokat végeznek, ezzel növelve a hatékonyságot, de csökkentve az egyén kreativitását és autonómiáját.
•	Kapcsolat a kapitalizmussal: A fordizmus a modern kapitalista gazdaság szimbóluma, ahol az anyagi jólét és a fogyasztás áll a középpontban.
2. A fordizmus megjelenése a „Szép új világ”-ban
Huxley regényében a fordizmus nem csupán termelési módszer, hanem vallási és filozófiai alapelv, amely az egész társadalmat meghatározza.
a. Henry Ford istenként tisztelete
•	Henry Ford alakját a regény társadalma vallási szimbólummá emeli: „Ford után az év 632-ben” játszódik a történet, utalva arra, hogy az időszámítás Ford „Model T” autójának bemutatásával kezdődött.
•	A keresztet felváltja a „T”, amely a Ford „Model T”-re utal.
•	Az emberek esküje is Ford nevét használja, például „Ó, mindenható Ford!”
Szimbolikus jelentés: Ford tisztelete azt mutatja, hogy a technológia és a tömegtermelés vallási és kulturális jelentőséget nyert, kiszorítva a hagyományos spirituális értékeket.
b. Az emberek „gyártása”
•	Az emberi születést a természetes mód helyett mesterséges inkubátorokban végzik, hasonlóan a futószalagos gyártáshoz.
•	Az embereket genetikailag manipulálják és osztályokba sorolják (Alfa, Béta, Gamma, Delta, Epszilon), hasonlóan a termékek minőségi kategorizálásához.
•	Az egyének nem egyediek, hanem előre meghatározott szerepeket töltenek be a társadalomban, akárcsak a gépek egy gyártósoron.
Szimbolikus jelentés: Az emberi élet is a fordizmus logikája szerint működik: standardizált, hatékony, és mentes az érzelmi bonyodalmaktól.
3. A fordizmus hatása a társadalomra
a. Egyéniség és szabadság elvesztése
•	A futószalagos termelés logikájából következik, hogy az egyének elveszítik egyediségüket és kreativitásukat. A társadalom számára az emberek csupán „alkatrészek” a rendszerben.
•	Az emberek kondicionálása során már gyermekkoruktól kezdve beléjük sulykolják, hogy elégedettek legyenek a helyzetükkel, ezzel megszüntetve a lázadási hajlamot.
Filozófiai kritika: Ez a fordizmus által ihletett rendszer a szabad akarat eltörlését eredményezi. Az emberek nem a saját életüket élik, hanem előre meghatározott mintákat követnek.
b. Fogyasztói társadalom
•	A regény társadalmában a fogyasztás a boldogság kulcsa: „Dobd el, ne javítsd meg!” A régi tárgyakat nem javítják, hanem azonnal újra cserélik.
•	Az embereket arra kondicionálják, hogy folyamatosan vásároljanak, mert ezzel járulnak hozzá a társadalom stabilitásához.
Szimbolikus jelentés: A fogyasztás nem csupán gazdasági tevékenység, hanem ideológiai eszköz is, amely biztosítja a társadalmi kontrollt.
c. Stabilitás mindenek felett
•	A fordizmus logikájának egyik célja a társadalmi stabilitás fenntartása. Az emberek boldogságát mesterséges eszközökkel biztosítják (pl. „szóma”, szórakoztatás, szexuális szabadosság).
•	A konfliktusok, szenvedés és érzelmi kötődések kizárása a társadalom működésének alapfeltétele.
Filozófiai kritika: Huxley rámutat arra, hogy a stabilitás nem feltétlenül pozitív cél, ha az egyén szabadságának és emberiességének feláldozásával jár.
4. A fordizmus kritikája a regényben
Huxley műve egyértelműen kritizálja a fordizmus által képviselt értékeket, és megmutatja azok veszélyeit.
a. Az emberi méltóság elvesztése
•	A fordizmus logikája az embereket gépekké alakítja, akik nem gondolkodnak önállóan, nem hoznak saját döntéseket, és nem élik meg érzelmeiket.
•	A regény arra figyelmeztet, hogy a technológiai fejlődés és a hatékonyság iránti megszállottság dehumanizáló hatású lehet.
b. Az érzelmek és kapcsolatok eltörlése
•	A fordizmus társadalmában az érzelmi kötődések, mint például a szerelem, a család és a barátság, nem léteznek. Ezek helyett a szexuális szabadosság és a mesterséges boldogság tölti be az emberek életét.
Filozófiai kritika: Az érzelmek és kapcsolatok teszik az embert emberré. Ezek kiiktatása az emberi lét értelmét veszi el.
c. A szabadság illúziója
•	Bár a regény társadalmában mindenki boldognak tűnik, ez csupán illúzió. Az emberek nem tudnak mást elképzelni, mert soha nem ismertek alternatívát.
Üzenet: Huxley figyelmeztet arra, hogy a technológiai fejlődés és a fogyasztói társadalom képes lehet egy olyan világot létrehozni, ahol az emberek boldognak hiszik magukat, miközben valójában elvesztették szabadságukat.
5. Összegzés
A fordizmus Huxley regényében nem csupán egy termelési módszer, hanem az emberi élet gépesítésének és a társadalom elidegenítésének szimbóluma. Huxley azt üzeni, hogy bár a technológiai fejlődés és a hatékonyság növelése látszólag javítja az életminőséget, ha ezek az értékek kizárólagossá válnak, az emberiség elveszítheti szabadságát, méltóságát és emberiességét. A „Szép új világ” így nemcsak a fordizmus kritikája, hanem figyelmeztetés is arra, hogy a technológiai fejlődést mindig egyensúlyba kell hozni az emberi értékekkel.

## Szimbolikája
Aldous Huxley „Szép új világ” című regényének szimbolikája gazdag és mélyrétegű, számos irodalmi, filozófiai és kulturális témát érint. 
1. A „Szép új világ” cím jelentése
A cím maga is szimbolikus, amely William Shakespeare „A vihar” című művéből származik (Miranda híres mondata: „Ó, szép új világ, mely ily embereket hordoz!”). Az idézet ironikus Huxley regényében, mivel míg Miranda naiv lelkesedéssel tekint az ismeretlen világra, Huxley ezt a mondatot egy groteszk, erkölcsileg üres és gépiesített társadalomra alkalmazza. A cím így kettős jelentéssel bír:
•	Pozitív értelmezés: Egy technológiailag fejlett, konfliktusmentes társadalom.
•	Negatív értelmezés: Egy lelketlen világ, ahol az emberi méltóság és az egyéniség elvész.
2. A Ford-kultusz szimbolikája
Huxley regényében Henry Ford a társadalom istenévé válik, aki az új világ vallási és filozófiai alapját jelenti. Ez a szimbolika számos szinten működik:
•	A gépesítés és a tömeggyártás: Ford a futószalagos termelés megteremtője, ami a regényben a társadalom alapelvévé válik. Az embereket „gyártják” inkubátorokban, akárcsak az autókat, megfosztva őket emberi egyediségüktől.
•	Az anyagiasság és a fogyasztás vallása: A Ford által szimbolizált értékrend az anyagi jólétet és a fogyasztást helyezi előtérbe. Az emberek életcélja a vásárlás és az élvezetek halmozása, nem pedig a spirituális vagy intellektuális kiteljesedés.
Filozófiai vonatkozás: A Ford-kultusz az ipari forradalom és a modern kapitalizmus kritikája. Huxley azt mutatja be, hogy a tömeges fogyasztás és a gépesítés hogyan alakíthatja át az emberi kapcsolatokat és értékeket.
3. Az osztályok szimbolikája: Alfa, Béta, Gamma, Delta, Epszilon
A társadalmi osztályok a genetikai manipuláció és a kondicionálás eredményei, amelyek szimbolizálják a hierarchikus társadalmak igazságtalanságait:
•	Alfák és Béták: Az intellektuális és irányító réteg, akik élvezik az életük kényelmét, de mégis kondicionáltak.
•	Gamma, Delta, Epszilon: Az alsóbb osztályok, akiket szolgasorba taszítanak, és olyan munkákra kényszerítenek, amelyekre genetikailag alkalmassá tették őket.
Szimbolikus jelentés:
•	Determináltság: Az emberek sorsa előre meghatározott, nincs lehetőségük kitörni az osztályukból.
•	Szabad akarat elvesztése: Az emberiség egyéni döntési szabadságát teljesen eltörli a rendszer, szimbolizálva a totalitárius rendszerek manipulációját.
4. A „Szóma” szimbolikája
A „szóma” egy mindenki által használt drog, amely segít elfelejteni a problémákat és boldogságot hoz. Szimbolikusan ez az anyag több jelentéssel bír:
•	Az illúzió világa: A szóma a mesterséges boldogság szimbóluma, amely elhomályosítja az emberek valódi érzéseit és problémáit.
•	A modern társadalom kritikája: A drog a modern társadalmakban használt menekülési mechanizmusokat szimbolizálja, legyen szó kábítószerről, szórakoztatóiparról vagy fogyasztásról.
•	Huxley filozófiai nézete: A boldogság nem önmagában rossz, de ha mesterségesen érjük el, az az emberi méltóság és a személyiség elvesztéséhez vezet.
5. A vadember és Shakespeare szimbolikája
John, a vadember, a régi világ értékeit képviseli, amelyek a szabadság, az érzelmek és a szenvedés fontosságán alapulnak. Az ő karaktere Huxley filozófiai elképzeléseinek közvetítője.
•	Shakespeare szerepe: John Shakespeare műveiből merít ihletet, különösen „A vihar”-ból és „Romeó és Júlia”-ból. Shakespeare szövegei az érzelmi gazdagságot és az emberi tragédia mélységét képviselik, szemben az új világ üres, steril boldogságával.
•	Szimbolikus konfliktus: John és a szép új világ között fennálló ellentét az egyén és a társadalom közötti konfliktust szimbolizálja. John végül öngyilkos lesz, mert képtelen elfogadni a világ embertelenségét.
6. A technológia szimbolikája
•	Inkubátorok és genetikai manipuláció: Az emberi születés helyettesítése technológiai eljárásokkal szimbolizálja az emberi természet feletti teljes kontrollt. Ez az emberi érzelmek (pl. szülői szeretet) kiiktatását is jelenti.
•	Hypnopaedia (alvás közbeni tanulás): A kondicionálás eszköze, amely az agymosás szimbóluma. Ez a módszer biztosítja, hogy az emberek kritikátlanul elfogadják a társadalom normáit.
7. Az irodalmi és filozófiai keretek
•	Dystópia, mint irodalmi műfaj: Huxley a disztópia eszközével mutatja be, hogy a technológia, ha rossz kezekbe kerül, hogyan foszthatja meg az embereket az emberiességüktől.
•	Hedonizmus kritikája: A regény filozófiai szempontból elutasítja a hedonista világnézetet, amely szerint a boldogság mindenek felett áll. Huxley azt sugallja, hogy a boldogság nem érhető el az érzelmek és a szenvedés kizárásával.
•	Modernitás és múlt szembeállítása: A szép új világ a modernitás és a hagyományos értékek konfliktusának szimbóluma. Huxley arra figyelmeztet, hogy a technológiai fejlődés az emberi kapcsolatok és értékek rovására is mehet.
Összegzés
A „Szép új világ” szimbolikája többrétegű és mélyreható. A mű bemutatja, hogy a technológia és a társadalmi fejlődés, ha nem tartják kordában, hogyan alakíthatja át az emberi lét alapvető elemeit. A regény egyszerre figyelmeztet arra, hogy az emberi szabadság és méltóság veszélybe kerülhet, és arra is, hogy a boldogság nem érhető el az érzelmek és szenvedés teljes kiiktatásával. Az irodalmi szimbólumok pedig segítenek megérteni, hogy az emberiség fejlődése mindig árnyoldalakkal is jár.

## Viták a könyv körül
- 1980-ban Missouri államban távolították el az osztályokból.
- 1993-ban ki akarták vonni a könyvet egy kaliforniai iskola kötelező olvasmányai közül, mivel „a negatív tevékenységeket helyezi a középpontba”.
- Az Amerikai Könyvtárszövetség  52-ik helyen szerepelteti a „The 100 Most Frequently Challenged Books of 1990–2000]” kiadványában.

## Összehasonlítás Orwell 1984-ével
George Orwell „1984”-e és Aldous Huxley „Szép új világ”-a két különböző, de hasonlóképpen disztópikus világképet tár elénk. Ezek a művek nemcsak az emberi szabadság korlátozásának két eltérő módját mutatják be, hanem a szerzők társadalmi, politikai és filozófiai meglátásait is tükrözik. 
Párhuzamok
1.	Disztópikus jövőkép:
•	Mindkét mű egy olyan jövőt ábrázol, ahol az egyén szabadsága teljesen alárendelődik a társadalmi rendszernek.
•	Az egyének elveszítik autonómiájukat és identitásukat, miközben egy totalitárius rendszer szolgálatában állnak.
2.	Kontrollmechanizmusok:
•	Orwell regényében a kontroll nyílt és erőszakos: a gondolatokat és tetteket brutális elnyomással, megfigyeléssel és propaganda segítségével tartják kordában.
•	Huxley ezzel szemben egy „puha diktatúrát” ábrázol, ahol a kontroll a fogyasztás, a szórakoztatás, a drogok („szóma”), valamint a genetikai manipuláció révén valósul meg. Itt az emberek nem lázadnak, mert el vannak kábítva a boldogság illúziójával.
3.	A történelem és az igazság manipulálása:
•	Mindkét műben központi szerepet kap az igazság elferdítése. Orwellnél a „Múlt Minisztériuma” folyamatosan átírja a történelmet, míg Huxleynél az igazságot elnyomják, és helyette az emberek kondicionált hitrendszere válik a „valósággá”.
4.	Figyelmeztetés a jövő generációinak:
•	Mindkét szerző arra figyelmeztet, hogy a technológia és a hatalom hogyan teheti lehetetlenné az emberi szabadságot, ha azokat rossz célokra használják.
Eltérések
1.	A hatalom természete:
•	Orwell „1984”-ében a hatalom célja maga a hatalom: „A hatalom nem eszköz; cél”. A Párt öncélúan gyakorolja a hatalmat, és a polgárokat folyamatos rettegésben tartja.
•	Huxley világában a hatalom célja a stabilitás. A rendszer úgy van kialakítva, hogy az emberek elégedettek legyenek, így nincs szükség elnyomásra, mert az emberek saját magukat teszik alárendeltjeivé.
2.	Az egyén szerepe:
•	„1984”-ben Winston Smith, a főszereplő, megpróbál lázadni a rendszer ellen, de kudarcot vall, és végül megtörik.
•	A „Szép új világ”-ban Bernard Marx és Helmholtz Watson szintén eltérnek a társadalom normáitól, de Huxley inkább azt mutatja be, hogy az egyének elidegenedése és kívülállósága nem elég a rendszer megdöntéséhez.
3.	A manipuláció eszközei:
•	Orwell világa erőszakos, nyílt elnyomást alkalmaz. Az emberek a félelem és a kínzás miatt engedelmeskednek.
•	Huxley világa az öröm és a kényelem által manipulál: az emberek azért nem lázadnak, mert nem érzik szükségét.
A művek keletkezési körülményei
1.	George Orwell „1984”-e (1949):
•	Orwell a második világháború és a totalitárius rendszerek (főként a sztálini Szovjetunió és a náci Németország) hatására írta meg művét. A háború utáni világban a szabadság és az igazság kérdései különösen aktuálisak voltak.
•	Orwell személyes tapasztalatai az újságírásban és a spanyol polgárháborúban (ahol látta a propaganda és a hazugság erejét) szintén formálták a regényt.
2.	Aldous Huxley „Szép új világ”-a (1932):
•	Huxley művét a húszas évek társadalmi és technológiai fejlődése inspirálta. A tömeges fogyasztás, a technológiai optimizmus és az ipari forradalom hatásai egy olyan világot vetítettek előre, ahol az emberi érzelmek és kapcsolatok elértéktelenednek.
•	Huxley korábban a pszichológia és a biológia területén végzett tanulmányokat, amelyek nagyban hozzájárultak a regény biotechnológiai elemeihez.
Az írók motivációi és filozófiai háttere
1.	Orwell:
•	Orwell pesszimistább volt az emberi természettel kapcsolatban. Úgy vélte, hogy a hatalom korrumpál, és ha az emberek nem figyelnek oda, a totalitárius rendszerek örökre fennmaradhatnak.
•	Erőteljesen hitt a szólásszabadságban és az igazság fontosságában.
2.	Huxley:
•	Huxley inkább arra figyelmeztetett, hogy az emberek saját passzivitásuk és élvezetkeresésük révén veszítik el szabadságukat.
•	Filozófiája a szabadság és a boldogság közötti feszültségre összpontosított, megkérdőjelezve, hogy a boldogság mindig pozitív cél-e.
Összegzés
Mindkét mű időtálló figyelmeztetés arra, hogy az emberiség milyen veszélyekkel nézhet szembe, ha nem figyel a hatalom, a technológia és a társadalmi fejlődés irányaira. Orwell „1984”-e arra tanít, hogy soha ne adjuk fel a harcot az igazságért, még a legnagyobb elnyomás közepette sem. Huxley „Szép új világ”-a viszont azt hangsúlyozza, hogy a szabadság elvesztése sokszor nem erőszak, hanem a kényelmi választások eredménye. Mindkét mű intő példa, amely a mai világban is releváns.

## Magyar kiadásai
- Szép új világ; ford. Szinnai Tivadar; Pantheon, Bp., 1934 (Jó könyvek)
- Szép új világ; ford. Szinnai Tivadar; Pantheon, Bp., 1946[1]
- Szép új világ. Tudományos fantasztikus regény; ford. Szentmihályi Szabó Péter, utószó Nagy Péter; Kozmosz Könyvek, Bp., 1982 (Kozmosz Fantasztikus Könyvek) ISBN 9632115260
- 1996 Fiksz (Szentmihályi Szabó Péter fordítása) ISBN 9638560703
- 2003 Konkrét Könyvek (Szentmihályi Szabó Péter fordítása) ISBN 9632100867
- Szép új világ; ford. Totth Benedek; Cartaphilus, Bp., 2008 ISBN 9789632660196